# 1930 în informatică
- 1929 în informatică — 1930 în informatică — 1931 în informatică

1930 în informatică a însemnat o serie de evenimente noi notabile:

## Evenimente
- Vannevar Bush a construit o mașină diferențială parțial electronică capabilă de a rezolva ecuații diferențiale.